# Hydriomena reflata
Hydriomena reflata är en fjärilsart som beskrevs av Augustus Radcliffe Grote 1882. Hydriomena reflata ingår i släktet Hydriomena och familjen mätare. Inga underarter finns listade i Catalogue of Life.